# Babuna
La Babuna (en macédonien : Бабуна) est une rivière de la Macédoine du Nord, dans la région du Vardar, et un affluent droit du fleuve le Vardar.

## Géographie
De 65 kilomètres de longueur[réf. nécessaire], elle prend sa source à 1 720 mètres d'altitude dans le massif de la Jakupica et dans la municipalité de Čaška. Elle traverse ensuite l'Azot, une petite région naturelle centrée autour de Bogomila, et coule vers l'est en direction de Veles. Elle descend alors les gorges de Veles avant de se jeter dans le Vardar au sud de la ville. 

### Bassin versant
Son bassin versant est de 612 km2[réf. nécessaire].

## Hydrologie
Son niveau d'eau est fortement influencé par la fonte de neige annuelle de la Jakupica. 

## Aménagements et écologie
La rivière forme un axe de communication important à travers les montagnes de cette partie de la Macédoine du Nord et sa vallée est empruntée par la ligne ferroviaire Veles - Kremenica.